# Untitled (New York City)
Untitled (New York City) ist ein Gemälde von Cy Twombly aus dem Jahr 1968. Das Bild wurde am 11. November 2015 bei Sotheby’s in New York zu einem Preis von 70.530 Millionen US-Dollar an einen unbekannten Bieter versteigert.
Das Werk zählt zu einer Serie von Bildern, die Twombly zwischen 1966 und 1971 gemalt hat. Wegen ihres schiefergrauen Untergrunds und den Reihen von spiralförmig, in Schreibrichtung laufenden Linien aus Kreide, durch die sie an Wandtafeln in Klassenräumen erinnern, werden diese Bilder als Blackboard paintings bezeichnet.
Daten
172,7 × 228,6 cm
Mischtechnik; Öl und Wachsmalkreide auf Leinwand
auf der Rückseite signiert und datiert mit NYC 1968

## Geschichte
1966 hielt sich Twombley in Rom auf, als sich seine Bildthemen und seine Malweise grundlegend änderten. Charakteristisch für seine vorher entstandenen Bilder ist u. a. seine Auseinandersetzung mit der Antike, die Antikenrezeption (Arcadia, 1958), Griechische Mythologie und die mediterrane Welt überhaupt. Die damals geschaffenen Kompositionen sind einerseits von üppiger Farbigkeit (Untitled, 1961), charakteristisch ist andererseits das Spiel mit Zeichen, Chiffren, Linien, Zahlen, Symbolen.
Ab 1966 änderte er abrupt seine Malweise. Es entstand die Folge von großen, querformatigen Bildern mit grauem Bildgrund und beschriftet mit in Schreibrichtung laufenden spiralförmigen Linien, die heute in der Kunstgeschichtsschreibung als Blackboard Paintings bezeichnet werden. Gleichzeitig bedeutete diese Wende eine Rückkehr zur Monochromie der 1950er Jahre.
Untitled (New York City), 1968 ist ein frühes Bild aus dieser Reihe. Das Bild wurde 1968 aus der Leo Castelli Gallery in New York an Frederick Mueller, Mitbegründer der New Yorker Pace Gallery, verkauft. Es gelangte nach weiteren Zwischenstationen in die Sammlung Charles Saatchi, der es 1990 zu Sotheby’s in die Auktion gab, wo es für den Preis von 3,85 Millionen Dollar von Audrey und Sydney Irmas ersteigert wurde. Audrey Sidney gab das Bild 2015 in die Auktion in der Absicht, mit dem Erlös zur Finanzierung des Wilshire Boulevard Temple in Los Angeles, entworfen von Rem Koolhaas, beizutragen. Bei der Auktion am 11. November 2015 erzielte das Bild 70.530 Millionen US-Dollar.